# Ісімото Такасі
Ісімото Такасі (6 квітня 1935 — 1 березня 2009) — японський плавець.
Призер Олімпійських Ігор 1956 року.
Переможець Азійських ігор 1958 року.